# NHK連続テレビ小説 べっぴんさん オリジナル・サウンドトラック Vol.1
『NHK連続テレビ小説 べっぴんさん オリジナル・サウンドトラック Vol.1』（エヌエイチケーれんぞくテレビしょうせつ べっぴんさん オリジナル・サウンドトラック ボリューム・ワン）は、世武裕子によるNHK制作・連続テレビ小説『べっぴんさん』のサウンドトラック。2016年11月23日にポニーキャニオンより発売された。

## リリース・音楽性
通常盤のみの1形態で発売。世武裕子が音楽を担当するNHK制作・連続テレビ小説『べっぴんさん』のサウンドトラックで、メインテーマを始めするドラマの劇伴を全32曲収録。世武のシンガーソングライターとしての名義である「sébuhiroko」としての2ndアルバム『L/GB』との同時発売となっている。
本作のアートディレクターは清川あさみが担当。ジャケットには『べっぴんさん』の主人公を務める芳根京子が登場している。

## 収録曲
- 全作曲・編曲：世武裕子

1. べっぴんさん メインテーマ [3:53]
2. ものづくり女子、すみれのテーマ [3:31]
3. 歓びWAVE [1:10]
4. すみれの小さな冒険 [3:02]
5. ものをつくる [2:48]
6. 四つ葉のクローバー [2:50]
7. シナモンティーの味 [1:24]
8. すみれの初恋 [2:42]
9. かなしいきもち [1:55]
10. 叶わぬ夢 [3:14]
11. お母さんのお裁縫箱 [1:02]
12. ゆり、突然の告白 [1:08]
13. 夫婦になるって? [1:40]
14. 母の子守唄 [3:08]
15. 人は所を得る [3:56]
16. 翳る心 [1:58]
17. 漂い [1:04]
18. 厳しさを突きつけられて [2:32]
19. 軍靴の足音 [1:42]
20. 出口はあるのか [1:22]
21. 予感 [1:15]
22. 人間と戦争 [2:22]
23. 人間と戦争 (Piano solo) [1:53]
24. 焼け野原 [2:59]
25. 帰らぬ人 [2:34]
26. 葛藤の日々 [2:04]
27. 寂寥 [1:52]
28. 強く生き抜く [1:56]
29. 闇市 [1:52]
30. 一攫千金を求めて! [2:29]
31. 急成長! オライオン [2:07]
32. 小さいけれど固い信念 [2:22]

## 参加ミュージシャン
- 世武裕子：Programming, Piano, Harpsichord & Vocal
- BOBO：Drums
- 石若駿：Drums
- 村田シゲ：E. Bass
- 出羽良彰：Guitar
- 木ノ脇道元：Flute & Piccolo
- 岡北斗：Oboe
- 菊地秀夫：Clarinet
- 塚原里江：Fagotto
- 西村浩二：Trumpet
- 中川英二郎：Trombone
- 藤田乙比古：Horn
- 和田博史：Horn
- 梁川笑里：Horn
- 佐藤桃：Tuba
- 山本拓夫：S/A/T/B Sax
- 景山梨乃：Harp
- 西岡まり子：Percussions
- 室屋光一郎ストリングス：Strings
- 室屋光一郎：Violin Solo
- 奥泉貴圭：Cello Solo